# Talsperre Richard B. Russell
Die Talsperre Richard B. Russell (englisch Richard B. Russell Dam) ist eine Talsperre mit Wasserkraftwerk in den USA. Sie staut den Savannah River, der an dieser Stelle die Grenze zwischen dem Elbert County, Georgia und dem Abbeville County, South Carolina bildet, zu einem Stausee (engl. Richard B. Russell Lake oder Lake Russell) auf. Die Talsperre wurde nach dem früheren Senator von Georgia, Richard B. Russell, benannt.
Die Talsperre dient der Stromerzeugung. Ihre Errichtung wurde vom US-Kongress durch den Flood Control Act of 1966 genehmigt. Mit dem Bau der Talsperre wurde 1974 begonnen. Sie wurde 1983 fertiggestellt. Die Talsperre ist im Besitz des United States Army Corps of Engineers (USACE) und wird auch vom USACE betrieben.

## Absperrbauwerk
Das Absperrbauwerk besteht aus einer Gewichtsstaumauer aus Beton mit einer Höhe von 64 m (210 ft) sowie Erdschüttdämmen, die sich an beiden Seiten anschließen. Die Länge der Staumauer liegt bei 574 m (1884 ft). Das Volumen der Staumauer beträgt 841.000 m³ (1,1 Mio. cubic yards); das Volumen der Erdschüttdämme liegt bei 2,56 Mio. m³ (3,35 Mio. cubic yards). Auf der linken Seite der Staumauer befindet sich die Hochwasserentlastung mit 10 Segmentwehren.

## Stausee
Beim normalen Stauziel von 144,8 m (475 ft) über dem Meeresspiegel erstreckt sich der Stausee über eine Fläche von rund 107,8 km² (26.650 acres). Mit dem Einstau wurde im Oktober 1983 begonnen. Das normale Stauziel von 475 ft wurde im Dezember 1984 erreicht.

## Kraftwerk
Das Kraftwerk befindet sich am Fuß der Talsperre auf der rechten Seite der Staumauer. Es ging im Januar 1985 in Betrieb. Die installierte Leistung liegt mit 8 Turbinen bei insgesamt 600 MW. Das Kraftwerk dient zur Abdeckung von Spitzenlast.
Ursprünglich wurden 4 Turbinen mit einer maximalen Leistung von jeweils 75 MW installiert. Bis 1992 wurden 4 zusätzliche Pumpturbinen mit einer maximalen Leistung von jeweils 75 MW in Betrieb genommen. Jede Pumpturbine kann maximal 203,8 m³/s (7200 cft/s) in den Stausee zurückpumpen. Die durchschnittliche Fallhöhe beträgt bei den normalen Turbinen 43,9 m (144 ft) und bei den Pumpturbinen 45 m (148 ft). In der Schaltanlage wird die Generatorspannung von 13,8 kV mittels Leistungstransformatoren auf 230 kV hochgespannt.

## Sonstiges
Der Verkauf der erzeugten Elektrizität erfolgt durch die Southeastern Power Administration.